# Puccinia chrysosplenii
Puccinia chrysosplenii är en svampart som beskrevs av Grev. 1836. Puccinia chrysosplenii ingår i släktet Puccinia och familjen Pucciniaceae.   Inga underarter finns listade i Catalogue of Life.